# Danielle Colby-Cushman
Danielle Colby-Cushman (Davenport, Iowa, 3 de desembre de 1975) és una ballarina de burlesc, dissenyadora de moda i personalitat televisiva nord-americana. Ella és potser més coneguda per ser coprotagonista al programa American Pickers a History Channel amb Mike Wolfe i Frank Fritz.

## Joventut
Colby-Cushman va néixer a Davenport (Iowa). Ella es va criar en el que ella anomenà "una família molt afectuosa però estricta" dels Testimonis de Jehovà. El seu pare i ella no tenien una bona relació sentimental, la qual cosa la va portar al consum de drogues i alcohol.

## Carrera com a ballarina de burlesque
El seu interès per ser ballarina de burlesque va començar quan ella tenia 10 o 12 anys, però no ho va perseguir de manera formal fins a ser una dona casada i amb 2 fills. Havia participat en un equip femení de Roller Derby anomenat "Big Mouth Mickies" durant tres anys, fins que les lesions la van obligar a abandonar l'esport. Va viure a Chicago amb la seva família, i allí va assistir a una representació del burlesque protagonitzada per la comedianta Margaret Cho i el llegendari ballarí de "Ángel de Satanàs". Colby-Cushman assenyalà l'esdeveniment com a "increïble", i digué que en part: "El fet de créixer en una llar molt estricta, va ser pel que sembla el que em va fer pensar en el burlesque com un tabú i en l'equivocat que era i el dolent que seria. Però quan vaig deixar la meva casa vaig sentir un alleujament i em vaig adonar l'alliberador que va ser; i després, estar amb aquelles dones en l'escenari, amb tota mena de dones diferents, era anar un lloc on era difícil respirar i amb molta pressió, no obstant això vaig tirar endavant".
Quan ella va tornar amb la seva família a Nova York, es va establir a la zona de Quad Cities, i allí va decidir fer realitat el seu somni. Va crear la seva pròpia tropa professional de burlesque, anomenada Burlesque Le Moustache. La tropa compta amb nou artistes intèrprets, incloent-hi a Colby-Cushman, que balla sota el nom artístic de Dannie Dièsel.

## Caçadors de tresors
Desconeguda per a alguns dels fanàtics de la sèrie, Colby-Cushman havia estat l'amiga de Mike Wolfe durant deu anys abans que el concepte de la sèrie fos encara desenvolupat.
Una vegada que el programa va ser venut a History Channel, va preguntar Wolfe a Colby-Cushman si ell voldria treballar a l'oficina de la tenda d'antiguitats, anomenada "Arqueologia Antiguitats", perquè "volia a algú que no semblés la típica encarregada d'una tenda d'antiguitats, perquè volia que el programa no fos vist de la manera que hauria de ser. Volia que la gent mirés com poden ser les compres d'antiguitats d'una forma divertida".
American Pickers es va estrenar a History Channel el 18 de gener de 2010. El 8 de setembre de 2010, va ser la sèrie #1 com a sèrie de no-ficció del 2010 entre el total de televidents i adults de 25 a 54 anys.

## Dissenyadora de moda
Colby-Cushman és propietària i operària de 4 Miles 2 Memphis, una boutique de roba a LeClaire, Illinois. La botiga ofereix roba retro i antiguitats d'inspiració. Colby-Cushman dissenya i crea la major part de la seva pròpia línia.

## Vida privada
Cap al 2004, es va casar amb l'anglès Robert Strong amb qui té dos fills. La carrera televisiva de Colby acabaria amb la ruptura del seu matrimoni, tal com declarà ella el maig de 2012 a WQAD-TV "la fama i la notorietat no eren fàcils per a ell de tractar-ho, per la qual cosa la relació va acabar de no funcionar".